# Bagnet M7

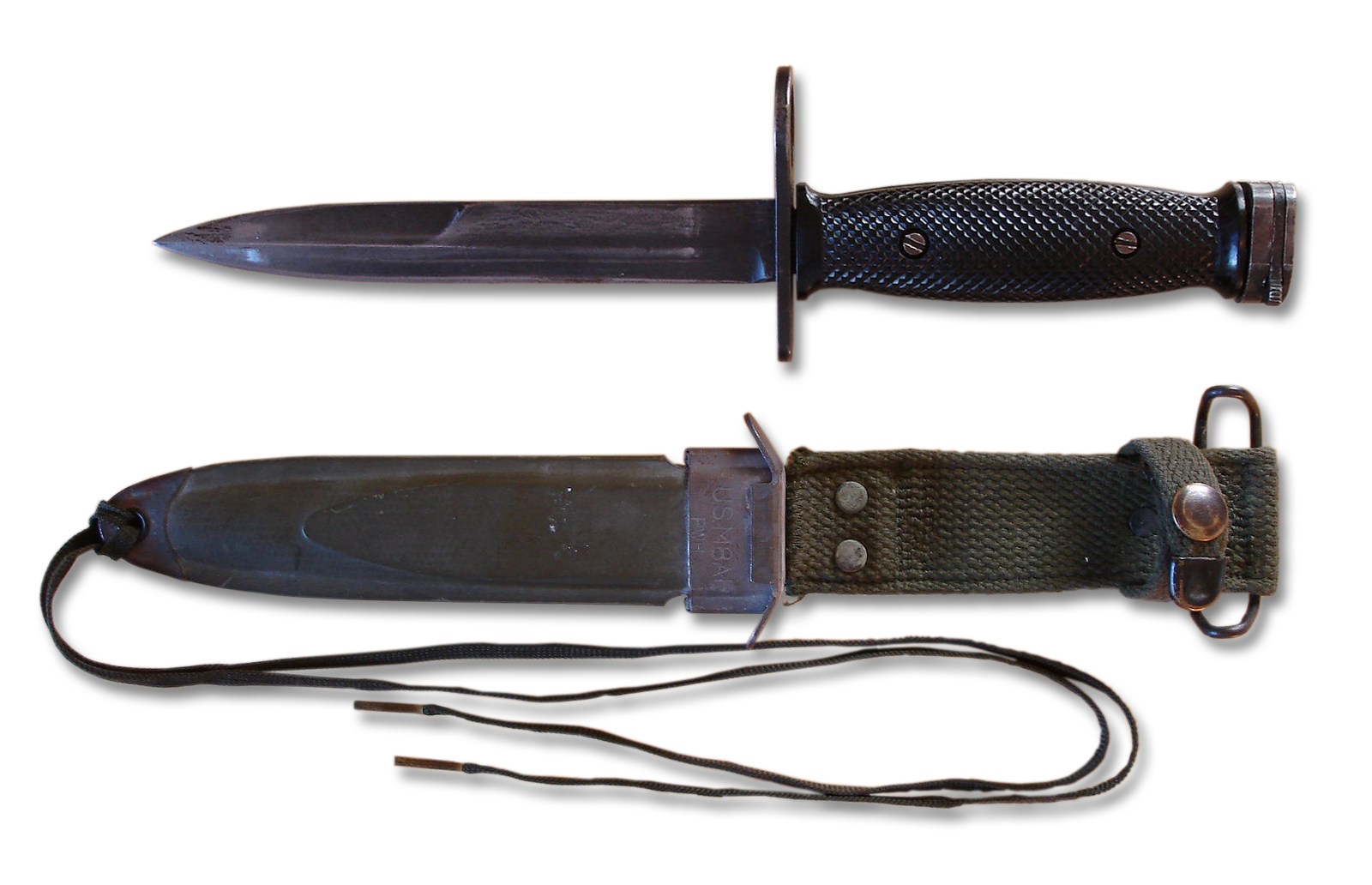
Bagnet M7 oraz pochwa M8A1

Bagnet M7 – broń biała używana przez Armię Stanów Zjednoczonych do karabinu M16. Bagnet może być także używany razem z karabinem AR-15. Do użytku został wprowadzony w roku 1964 (razem z karabinem M16) podczas trwania konfliktu w Wietnamie. 
Konstrukcja bagnetu M7 bazuje na starszej wersji – M6, stworzonej dla karabinu M14. Najbardziej znaczącymi różnicami między tymi bagnetami jest różna średnica otworów na lufę w jelcu oraz różne mechanizmy mocowania. Poza tym oba bagnety mają tę samą długość, tę samą okładzinę wykonaną z tworzywa oraz przechowywane są w tej samej pochwie - M8A1.
Numer NSN (NATO Stock Number) dla bagnetu M7 to 1095-00-073-9238.

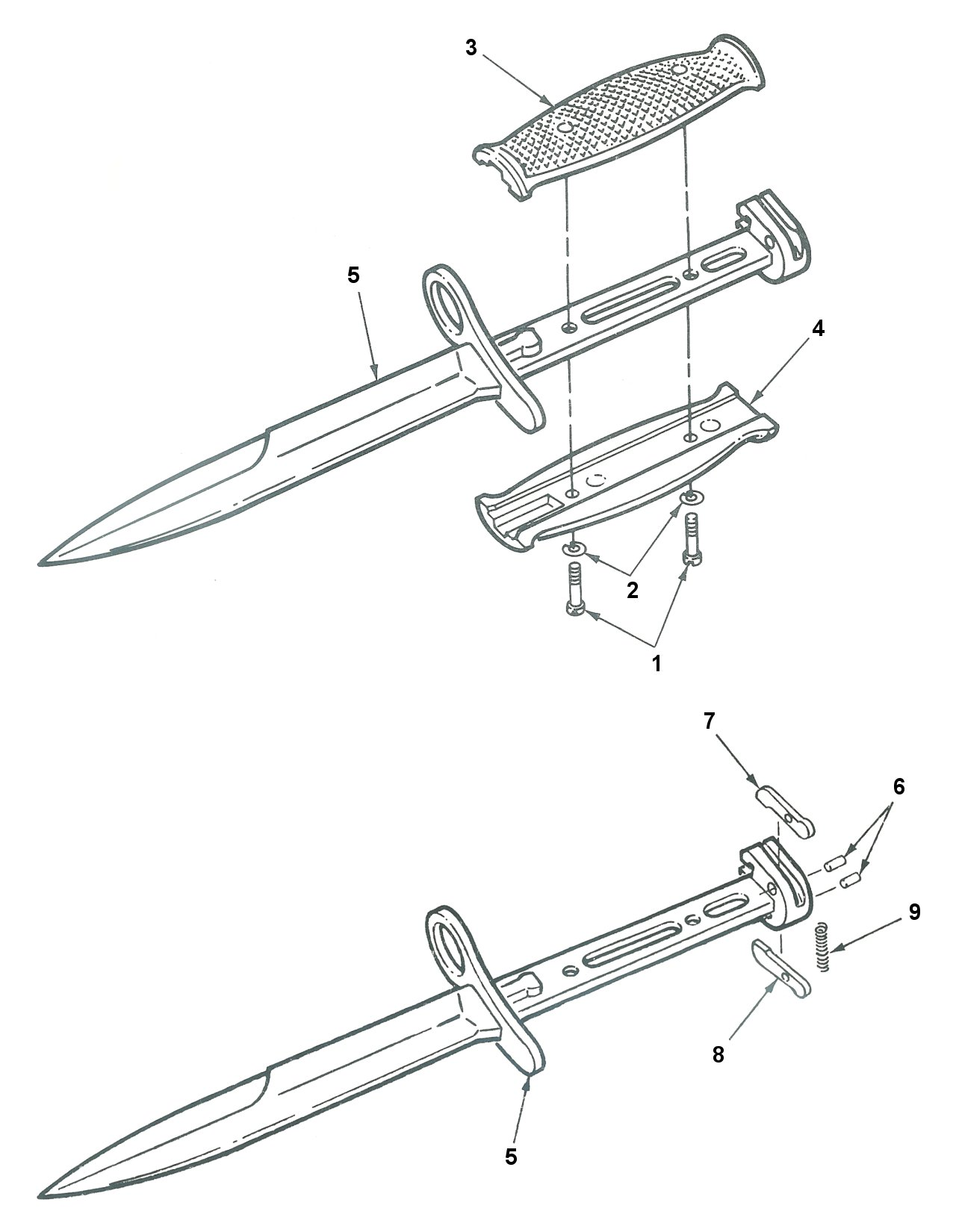
Budowa bagnetu M7.
1 - nity mocujące okładziny
2 - podkładki
3 - okładzina
4 - okładzina
5 - głownia
6 - jelec, część z otworem do nasadzenia na lufę
7 - blaszka blokady mechanizmu mocującego
8 - blaszka blokady mechanizmu mocującego
9 - sprężyna

Bagnet M7 został zastąpiony przez bagnet M9, a później w jednostkach Marine Corps przez bagnet OKC-3S. Jednak mimo to, bagnet M7 nadal pozostaje w czynnej służbie w armii.
Produkowano go w Stanach Zjednoczonych, Kanadzie, Niemczech Zachodnich (RFN), Filipinach, Singapurze oraz w Korei Południowej.